# Domači prašič
Domači prašič (znanstveno ime Sus scrofa domestica) je udomačena podvrsta divje svinje, ki jo človek goji predvsem za hrano. Prašič je bil udomačen, sodeč po arheoloških najdbah, na različnih krajih sveta ob različnem času, in sicer z udomačitvijo v tistem kraju živeče divje oblike prašiča. Prvič je bil udomačen pred okrog 13.000 leti v porečju Tigrisa na Bližnjem vzhodu. Več kot 11.000 let stare ostanke so našli tudi na Cipru, kar nakazuje na hkratno udomačitev na celini, ločeno pa je bil udomačen tudi na Kitajskem. Iz bližnjega vzhoda so prišle živali v Evropo, kjer so sprožile tretji val udomačevanja iz lokalne populacije divje svinje. Sodobne pasme so nastale z dolgotrajnim križanjem evropskih in bližnjevzhodnih živali.
V času udomačitve so nastale spremembe, ki se kažejo v:
- spremembi oblike telesa: za razliko od divje svinje ima domači prašič močnejši zadnji del telesa. Očiten je prehod preko primitivnih pasem domačega prašiča, ki imajo enako razvit sprednji in zadnji del telesa.
- povečani razmnoževalni sposobnosti: divja svinja ima samo eno gnezdo s 4 do 8 mladiči na leto (izjemoma dve), domača pa je plodna vse leto in ima 9 do 12 mladičev v leglu.
- izboljšani rasti: močno je povečan izkoristek krme v primerjavi z divjo svinjo, zato domači prašič mnogo hitreje raste.
- zmanjšani odpornosti: med razvojem se je močno zmanjšala znana imunska odpornost primitivnih oblik prašičev.

## Gojenje za hrano
| Največje gojiteljice prašičev — 2014 (v milijonih) | Največje gojiteljice prašičev — 2014 (v milijonih) |
| -------------------------------------------------- | -------------------------------------------------- |
| Ljudska republika Kitajska                         | 474,1                                              |
| ZDA                                                | 67,7                                               |
| Brazilija                                          | 37,9                                               |
| Skupaj svet                                        | 986,6                                              |
| Vir:UN Food & Agriculture Organisation (FAO)       |                                                    |

Domače prašiče gojimo predvsem za pridobivanje njihovega mesa - svinjine. V industrializiranih državah služijo v ta namen intenzivne prašičje farme, drugje pa jih gojijo v manjših stajah in jim ponekod dovolijo iskati hrano v gozdovih pod nadzorom svinjskega pastirja. Masovna vzreja je cenejša, a problematična z okoljskega vidika zaradi ogromne količine iztrebkov, ki onesnažuje okolico, in zaradi neustreznih razmer, v katerih živijo živali.
Po oceni iz leta 2007 so na vsem svetu gojili 918 milijonov prašičev, od tega 425 milijonov na Kitajskem.
Glavni problem pri prašičjereji je dedno pogojena mutacija povezana z genom FTO(Fat mass and Obesity) imenovanim tudi gen za zamaščenost in debelost. Problem podvajanja tega gena je prevelika nasičenost mesa in drugih klavnih delov telesa z maščobami. Pri genetskih raziskavah prašičev so ugotovili povezavo med vsebnostjo mišične maščobe in mutacijami gena FTO, ki ima najmočnejši vpliv na nalaganje maščob v telesu. Prevelika nasičenost z maščobami je pri kupcih prašičjega mesa najbolj nezaželena. Prav zaradi tega so raziskave svinjskega mesa usemerjene predvsem v nalaganju maščob v povezavi z genom FTO.

## Druga uporaba
Prašiči slovijo kot inteligentne živali, zato nekatere manjše pasme gojijo kot hišne ljubljenčke. Mogoče jih je tudi trenirati kot pse. V Franciji in nekaterih drugih državah jih uporabljajo za iskanje gomoljik (tartufov). Gomoljike namreč vsebujejo veliko koncentracijo steroidne spojine, podobne feromonu, ki ga izločajo prašičji samci med paritvenim obdobjem. Prašiči so jih zato sposobni zavohati na velike razdalje in pod zemljo.
V znanosti, predvsem medicini, so prašiči zanimivi tudi zaradi velike podobnosti s človekovo telesno zgradbo in fiziološkim ustrojem. Uporabljajo jih kot modelni organizem za preučevanje različnih dednih bolezni, saj so bolj podobni človeku kot miši (slaba stran je dražje gojenje). Zgodovinsko so izjemno pomembni denimo kot vir insulina za zdravljenje sladkorne bolezni, saj se zgradba človeške in prašičje molekule insulina razlikujeta v samo eni aminokislini. Leta 2012 je bila objavljena kompletna in natančno označena sekvenca prašičjega genoma, ki je pomembno orodje v ta namen. Raziskave gredo tudi v smeri gojenja človeških organov za presajanje, s čimer bi zaobšli problem pomanjkanja darovalcev.

## Uravnavanje telesne temperature pri mladičih
Svinje gradijo gnezda iz slame in drugih materialov, ki jih najdejo, da bi preprečile podhladitev svojih mladičev. So edini parkljarji s takim obnašanjem. V sodobni vzreji prašičev se za ogrevanje pujskov uporabljajo grelne luči. Pujski imjo slabo sposobnost termoregulacije, ker jim primanjkuje rjavega maščobnega tkiva (ang. brown adipose tissue – BAT). BAT je edinstveno z mitohondriji bogato tkivo sesalcev, ki sprošča toploto in omogoča ohranjanje telesne temperature v mrazu, tako imenovana netresava termogeneza. BAT je v velikih količinah prisoten pri glodavcih ter pri novorojencih večjih sesalcev, tudi človeka. Razklopitveni protein 1 (UCP1) se izraža v rjavem maščobnem tkivu in je nameščen na notranjih membrani mitohondrijev. Njegova fiziološka vloga je razklaplanje oksidativne fosforilacije, energija iz maščobe se tako sprosti kot toplota namesto da bi se pretvorila v ATP. Posedovanje rjavega maščobnega tkiva in UCP1 je predstavljala evolucijsko prednost zgodnjih sesalcev, saj sta jim omogočala, da so bili aktivni tudi v času nočnega ali zimskega mraza ter da so bolje preživeli temperaturni šok ob rojstvu. Zaporedje gena UCP1 pri prašičih ima izbrisana eksona 3 in 5, po ocenah je do izbrisa prišlo pred 20 milijoni let. Izbris je bil potrjen pri vseh testiranih domačih prašičih, kot tudi pri evropskih divjih prašičih, bornejskih bradatih prašičih, svinjah bradavičarkah in rdečih rečnih svinjah.